# Simyra ochracea
Simyra ochracea là một loài bướm đêm trong họ Noctuidae.